# Neocordulia fiorentini
Neocordulia fiorentini – gatunek ważki z rodziny Synthemistidae. Znany tylko z jednego okazu – samca odłowionego w 1994 roku jako larwa i trzymanego w laboratorium aż do przeobrażenia w postać dorosłą. Miejsce typowe to gmina São Francisco de Paula w stanie Rio Grande do Sul w południowej Brazylii.